# Anni 1640
Gli anni 1640 sono il decennio che comprende gli anni dal 1640 al 1649 inclusi.

## Eventi, invenzioni e scoperte
- Pace di Vestfalia: (Chiude la Guerra dei Trent'anni). Pace firmata dalla Francia, dalla Svezia, dall'Imperatore e dai principi tedeschi. Essa stabiliva che la Francia conservasse i vescovati di Metz, Toul e Verdun e acquistasse l'Alsazia. La Svezia ricevette la Pomerania occidentale e il Ducato di Brema, consolidando l'egemonia sul Baltico. Il Palatinato tornava al figlio di Federico V.
- Nel luglio 1647 a Napoli, Masaniello solleva le folle contro il Malgoverno di Spagna a Napoli.

## Personaggi
- Masaniello, rivoluzionario italiano e napoletano.